# Italia Ricci
Stephanie Italia Ricci (Richmond Hill, Ontario; 29 de octubre de 1986) es una actriz canadiense conocida por interpretar a Maggie Winnock en la serie de Cartoon Network Unnatural History, April Carver en la serie de Freeform Chasing Life, Siobhan Smythe en la serie de The CW Supergirl y Emily Rhodes en la serie de ABC Designated Survivor.

## Primeros años
Ricci nació en Richmond Hill, Ontario, y es de origen italiano. Se graduó de la Universidad de Queen.

## Carrera
Ricci se unió al elenco de Supergirl en diciembre de 2015 como Siobhan Smythe / Silver Banshee. Desde septiembre de 2016, Ricci ha interpretado el papel de Emily Rhodes en el drama político de ABC Designated Survivor.

## Vida personal
Ella comenzó a salir con el actor canadiense Robbie Amell en julio de 2008. Se comprometieron el 19 de agosto de 2014, y se casaron el 15 de octubre de 2016. En septiembre de 2019 dio a luz a un hijo, Robert Amell V.

## Filmografía
| Año  | Título                            | Personaje          | Notas           |
| ---- | --------------------------------- | ------------------ | --------------- |
| 2007 | American Pie Presents: Beta House | Laura Johnson      | Directa a vídeo |
| 2008 | The Death of Indie Rock           | Diane              |                 |
| 2012 | Valediction                       | Erica              | Cortometraje    |
| 2013 | Don Jon                           | Gina               |                 |
| 2013 | Dean Slater: Resident Advisor     | Samantha Montaigne |                 |
| 2014 | The Remaining                     | Allison            |                 |

| Año       | Título                         | Personaje                       | Notas |
| --------- | ------------------------------ | ------------------------------- | --- |
| 2009      | Aaron Stone                    | Chase Ravenwood                 | 5 episodios |
| 2009      | How I Met Your Mother          | Chica Sexy #1                   | Episodio: "The Front Porch"                                                                                         |
| 2009      | House                          | Oficial de Inmigración #2       | Episodio: "House Divided"                                                                                           |
| 2009      | Greek                          | Delia                           | Episodio: "Social Studies"                                                                                          |
| 2009      | Secret Girlfriend              | Sasha                           | 6 episodios |
| 2010      | True Jackson, VP               | Ella misma/Dr. Trish Kavanaugh  | Episodio: "Pajama Party"                                                                                            |
| 2010      | Unnatural History              | Maggie Winnock                  | Elenco principal |
| 2012      | CSI: Crime Scene Investigation | Vanessa Drake                   | Episodio: "Pick and Roll"                                                                                           |
| 2014–15   | Chasing Life                   | April Carver                    | Papel principal Nominated Golden Maple Award for Newcomer of the Year in a TV series broadcasted in the U.S. (2015) |
| 2015      | Fatal Memories                 | Sutton Roberts                  | Película para televisión                                                                                            |
| 2016      | Supergirl                      | Siobhan Smythe / Silver Banshee | 5 episodios |
| 2016–2019 | Designated Survivor            | Emily Rhodes                    | Elenco principal |